# 6375 Fredharris
6375 Fredharris (1986 TB5) là một tiểu hành tinh vành đai chính được phát hiện ngày 1 tháng 10 năm 1986 bởi CERGA ở Caussols.